# Lijst van Franse residenten-generaal van Marokko
Van 28 april 1912 tot 2 maart 1956 was Marokko en Frans protectoraat met een resident-generaal als koloniaal bestuurder.

## Militair gouverneur
| Persoon              | periode                         |
| -------------------- | ------------------------------- |
| Louis Hubert Lyautey | 4 augustus 1907 - 28 april 1912 |

## Residenten-generaal
| Persoon                                 | periode                            |
| --------------------------------------- | ---------------------------------- |
| Louis Hubert Lyautey                    | 28 april 1912 - 5 augustus 1925    |
| Henri Gouraud (waarnemend voor Lyautey) | 12 december 1916 - 7 april 1917    |
| Théodore Steeg                          | 4 oktober 1925 - 1 januari 1929    |
| Lucien Saint                            | 2 januari 1929 - 14 september 1933 |
| Auguste Henri Ponsot                    | 14 september 1933 - 22 maart 1936  |
| Marcel Peyrouton                        | 22 maart - 16 september 1936       |
| Hippolyte Noguèt                        | 16 september 1936 - 21 juni 1943   |
| Gabriel Puaux                           | 21 juni 1943 - 4 maart 1946        |
| Eirik Labonne                           | 4 maart 1946 - 14 mei 1947         |
| Alphonse Juin                           | 14 mei 1947 - 28 augustus 1951     |
| Auguste Léon Guillaume                  | 28 augustus 1951 - 20 mei 1954     |
| Francis Lacoste                         | 20 mei 1954 - 20 juni 1955         |
| Gilbert Yves Édmond Grandval            | 20 juni - 31 augustus 1955         |
| Pierre Boyer de Latour                  | 31 augustus - 11 november 1955     |
| André Louis Dubois                      | 11 november - 2 maart 1956         |

1956: Marokko wordt onafhankelijkheid